# Eugen Trautwein
Eugen Trautwein (* 20. Juli 1938) ist deutscher Unternehmer und Mäzen.

## Leben und Wirken
Eugen Trautwein ist Sohn des Ferdinand Trautwein, der 1931 die E/D/E – Einkaufsbüro Deutscher Eisenhändler GmbH mitgegründet hatte. 1967 trat der promovierte Betriebswirt Trautwein mit in das Wuppertaler Familienunternehmen ein.
Sein Sohn, Andreas Trautwein, trat 2006 in die Geschäftsführung ein und übernahm den Vorsitz der Geschäftsführung 2014. Eugen Trautwein zog sich 2002 aus der Leitung des Unternehmens, das er rund 35 Jahre führte, zurück und gründete die gemeinnützige E/D/E-Stiftung, deren Kuratoriumsvorsitzender er ist.
Eugen Trautwein engagiert sich ehrenamtlich im kaufmännisch-organisatorischen Beirat der Wuppertaler Junior-Uni.

## Auszeichnungen und Ehrungen
- 1989: Verdienstorden der Bundesrepublik Deutschland: Verdienstkreuz am Bande[5]
- 2013: Der Rat der Stadt Wuppertal verlieh ihm am 25. Juni 2013 den Ehrenring der Stadt Wuppertal. Er erhielt die hohe Auszeichnung für seine herausragenden Leistungen zum Wohle Wuppertals.[6][7]
- 2016: Verdienstorden der Bundesrepublik Deutschland: Verdienstkreuz 1. Klasse.[8]